# Teddy Okou
Teddy Léo Junior Okou (Parigi, 15 maggio 1998) è un calciatore francese, attaccante del Lucerna.

## Biografia
Nato in Francia, ha origini ivoriane.

## Carriera
Okou ha giocato nei settori giovanili di USA Clichy, Red Star, Ivry, Le Havre, Créteil-Lusitanos e nuovamente Le Havre, con cui nel 2015 ha iniziato a giocare con la seconda squadra in Championnat de France amateur 2. L'8 agosto 2017 ha esordito nel calcio professionistico giocando con la prima squadra del Le Havre l'incontro di Coupe de la Ligue vinto ai rigori contro il Nîmes.
Il 15 luglio 2018 ha firmato un contratto professionistico Lilla che lo ha assegnato alla seconda squadra. Il 24 luglio 2019 è stato prestato al Créteil-Lusitanos dove ha però trovato poco spazio a causa di una pubalgia. Nell'ottobre del 2020 si è trasferito a titolo definitivo al Boulogne con cui ha firmato un biennale.
Il 21 gennaio 2022 è stato acquistato dallo Stade Lausanne-Ouchy che all'epoca militava in Challenge League. La stagione successiva si è rivelato un elemento chiave nella prima storica promozione del club in Super League mettendo a segno 19 gol in campionato (che gli hanno permesso di laurearsi capocannoniere a parimerito con Brighton Labeau), e mettendo a referto un gol e tre assist nella doppia sfida al Sion nei play-off. Il 26 giugno 2023 è stato acquistato a titolo definitivo dal Lucerna ed il 22 luglio seguente ha debuttato in Super League nell'incontro pareggiato 0-0 contro il Winterthur.

## Statistiche

### Presenze e reti nei club
Statistiche aggiornate al 31 marzo 2024.
| Stagione        | Squadra              | Campionato      | Campionato | Campionato | Coppe nazionali | Coppe nazionali | Coppe nazionali | Coppe continentali | Coppe continentali | Coppe continentali | Altre coppe | Altre coppe | Altre coppe | Totale | Totale | Totale |
| Stagione        | Squadra              | Comp            | Pres       | Reti       | Comp            | Pres            | Reti            | Comp               | Pres               | Reti               | Comp        | Pres        | Reti        | Pres   | Reti   |        |
| --------------- | -------------------- | --------------- | ---------- | ---------- | --------------- | --------------- | --------------- | ------------------ | ------------------ | ------------------ | ----------- | ----------- | ----------- | ------ | ------ | ------ |
| 2015-2016       | Le Havre 2           | CFA2            | 14         | 0          |                 | -               | -               |                    | -                  | -                  |             | -           | -           | 14     | 0      |        |
| 2016-2017       | Le Havre 2           | CFA2            | 12         | 1          |                 | -               | -               |                    | -                  | -                  |             | -           | -           | 12     | 1      |        |
| 2017-2018       | Le Havre 2           | N3              | 25         | 0          |                 | -               | -               |                    | -                  | -                  |             | -           | -           | 25     | 0      |        |
| 2017-2018       | Le Havre             | L2              | 0          | 0          | CF+CdL          | 0+2             | 0               |                    | -                  | -                  |             | -           | -           | 2      | 0      |        |
| 2018-2019       | Lilla 2              | N2              | 29         | 9          |                 | -               | -               |                    | -                  | -                  |             | -           | -           | 29     | 9      |        |
| 2019-2020       | Créteil-Lusitanos 2  | N3              | 2          | 0          |                 | -               | -               |                    | -                  | -                  |             | -           | -           | 2      | 0      |        |
| 2019-2020       | Créteil-Lusitanos    | N1              | 9          | 0          | CF+CdL          | 0               | 0               |                    | -                  | -                  |             | -           | -           | 9      | 0      |        |
| 2020-2021       | Lilla 2              | N3              | 1          | 0          |                 | -               | -               |                    | -                  | -                  |             | -           | -           | 1      | 0      |        |
| 2021-2022       | Boulogne 2           | N3              | 1          | 0          |                 | -               | -               |                    | -                  | -                  |             | -           | -           | 1      | 0      |        |
| 2020-2021       | Boulogne             | N1              | 24         | 3          | CF              | 4               | 1               |                    | -                  | -                  |             | -           | -           | 28     | 4      |        |
| ago.-nov. 2021  | Boulogne             | N1              | 11         | 0          | CF              | 0               | 0               |                    | -                  | -                  |             | -           | -           | 11     | 0      |        |
| gen.-giu. 2022  | Stade Lausanne-Ouchy | ChL             | 16         | 3          | CS              | 0               | 0               |                    | -                  | -                  |             | -           | -           | 16     | 3      |        |
| 2022-2023       | Stade Lausanne-Ouchy | ChL             | 32+2       | 19+1       | CS              | 2               | 1               |                    | -                  | -                  |             | -           | -           | 36     | 21     |        |
| 2023-2024       | Lucerna              | SL              | 25         | 2          | CS              | 3               | 2               | UECL               | 4                  | 0                  |             | -           | -           | 32     | 4      |        |
| Totale carriera | Totale carriera      | Totale carriera | 203        | 39         |                 | 11              | 4               |                    | 4                  | 0                  |             | -           | -           | 218    | 43     |        |

## Palmarès

### Individuale
- Capocannoniere della Challenge League: 1

2022-2023 (19 gol, a pari merito con Brighton Labeau)